# St Peter's College (Oxford)
Il St Peter's College è uno dei collegi costituenti l'Università di Oxford. Fondato nel 1929 con il suo nome odierno, occupa il sito di due vecchi ostelli studenteschi, il New Inn Hall ed il Rose Hall, che furono costruiti nel XIII secolo e che successivamente vennero chiusi e assorbiti dal Balliol College. Il St Peter's fu poi aperto da Francis Chavasse, vescovo di Liverpool, con l'intenzione di facilitare l'ingresso alla prestigiosa istituzione universitaria per gli studenti dei ceti più poveri. Il St Peter's ottenne lo statuto ufficiale di collegio solo nel 1961. Le costruzioni occupate dal collegio sono di varie origini: rimane la Dining Hall del New Inn Hall risalente al 1832; la cappella è del 1874 mentre molte delle residenze studentesche provengono dalla Oxford Girl's School, una vecchia scuola adiacente al collegio ed ora non più esistente.